# Добро Село (Босански Петровац)
Добро Село је насељено мјесто у Босни и Херцеговини, у општини Босански Петровац, које административно припада Федерацији Босне и Херцеговине. Према попису становништва из 2013, у насељу је живјело 655 становника.

## Становништво
| Националност       | 2013. | 1991. | 1981. | 1971. | 1961. |
| Срби               | 495   | 812   | 487   | 258   | 257   |
| Муслимани          | 142   | 43    | 17    | 33    |       |
| Југословени        | ―     | 29    | 54    | 17    | 32    |
| Хрвати             | 4     | 3     | 2     | 1     | 1     |
| Македонци          | ―     |       | 1     |       |       |
| остали и непознато | 14    | 14    | 5     | 1     | 1     |
| Укупно             | 655   | 901   | 566   | 293   | 290   |

| Демографија | Демографија | Демографија |
| Година      | Становника  | Становника  |
| ----------- | ----------- | ----------- |
| 1961.       | 290         |             |
| 1971.       | 293         |             |
| 1981.       | 566         |             |
| 1991.       | 901         |             |
| 2013.       | 655         |             |

## Знамените личности
- Милан Алвировић, учесник Првог свјетског рата, носилац Карађорђеве звезде и носилац Ордена Легије части.
- Мирко Алвировић, српски новинар, отац из Доброг Села.
- Милан Трнинић, глумац.